# Vannoccio Biringuccio
Vannoccio Biringuccio, italijanski metalurg in izdelovalec orožja, * 20. oktober 1480, Siena, † avgust/30. april, 1537/1539, Rim. 
Znan je predvsem kot avtor dela De la pirotechnia (O pirotehniki), v katerem je podal prvo izčrpno razpravo o metalurgiji. Delo je pomembno, saj se z znanstvenim pristopom izrazito razlikuje od podobnih del tistega časa, ki so se v veliki meri naslanjala na alkimijo. Zato je bilo še dolgo časa osrednja referenca za to področje.